# Ostrý (Šumava)
Ostrý (německy Osser) je šumavská hora v oblasti Královského hvozdu, jejíž vrcholové partie leží v Bavorsku v blízkosti česko-německé hranice. Jedná se o výrazný dvojvrcholový suk, který se skládá z hraničního Ostrého (1292 m, německy Großer Osser) a západněji ležícího Malého Ostrého (1266 m, německy Kleiner Osser). Vrcholová skála je na německé straně, asi 10–15 metrů za hranicí. Nejvyšší bod na českém území o výšce 1291 m leží na sousední skále, nad hraničním kamenem č. 23C a je jen o 134 centimetrů nižší než vrchol.

## Přezdívky
Svou siluetou při pohledu z českých svahů Šumavy a z Chodska si Ostrý a Malý Ostrý vysloužily přezdívku „Prsa Matky boží“. Tuto přezdívku zmiňoval v roce 1872 domažlický děkan Karel Hájek, často ji ve svém díle používal také Jindřich Šimon Baar. Ostrý tvoří rovněž kulisu bavorské oblasti Lamer Winkel, do které náleží obce Arrach, Lam a Lohberg. V Lamu, pro který je domovskou horou, ho rádi nazývají „Matterhorn des Bayerwaldes“.

## Horská chata
Na vrcholu Ostrého se nachází turistická chata Osserschutzhütte Haus Willmann. Postavena byla v roce 1885. Prošla mnoha přestavbami a úpravami, v současnosti je ve vlastnictví Bavorského lesnického spolku z Lamu. Česko-bavorská hranice probíhá přes její terasu.

## Hrad
Na vrcholu Ostrého stával hrad Ostrý. Strážní hrádek s rozměry cca 30 × 30 metrů byl zřejmě postaven na konci 13. století. Jediným jeho pozůstatkem je ve skále vrcholového hřbetu vytesaný příkop.

## Vedlejší vrcholy
Podle autorů projektu Tisícovky Čech, Moravy a Slezska se na Ostrém nacházejí dva vedlejší vrcholy.
Asi 400 m jihovýchodně od vrcholu se nachází skalní výstupek pojmenovaný jako Ostrý – JV vrchol (1218 m, souřadnice 49°12´04˝ s.š., 13°06´50˝ v.d.).
Asi 600 m severo-severovýchodním směrem poblíž státní hranice se nachází výrazný skalní výchoz pojmenovaný jako Ostrý – S vrchol (1179 m, souřadnice 49°12´27˝ s.š., 13°06´46˝ v.d.).

## Rozhled
Z vrcholu se otevírá výhled, kterému dominuje nejvyšší hora Šumavy Velký Javor (1456 m), a za dobré viditelnosti jsou vidět Alpy.

## Galerie

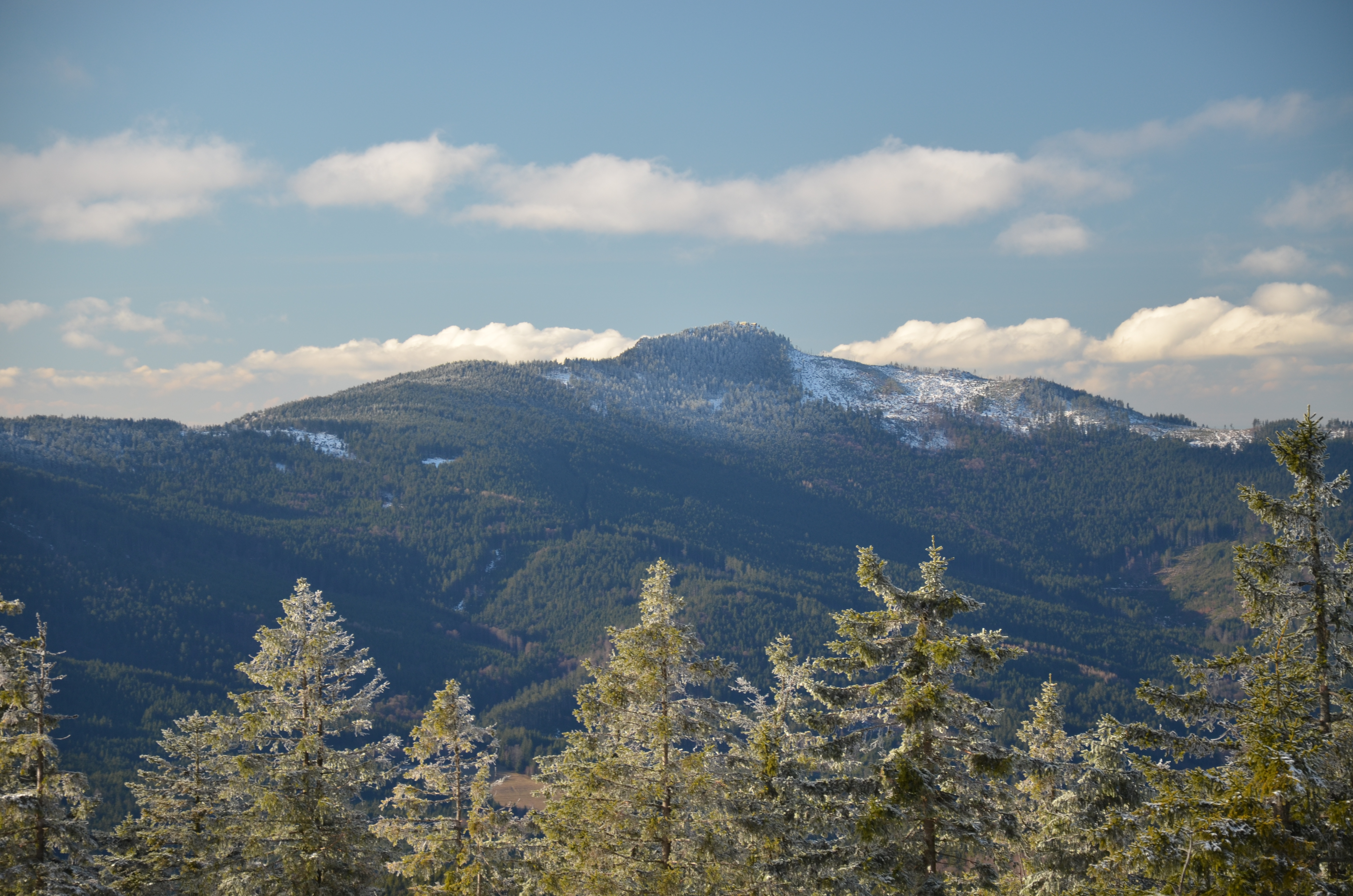
Pohled na Ostrý ze západu
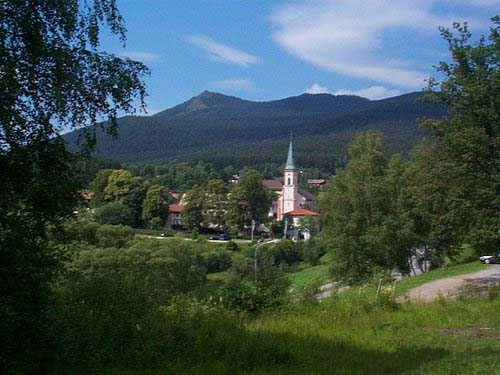
Pohled na Malý Ostrý a Ostrý a Lohberg z jihu
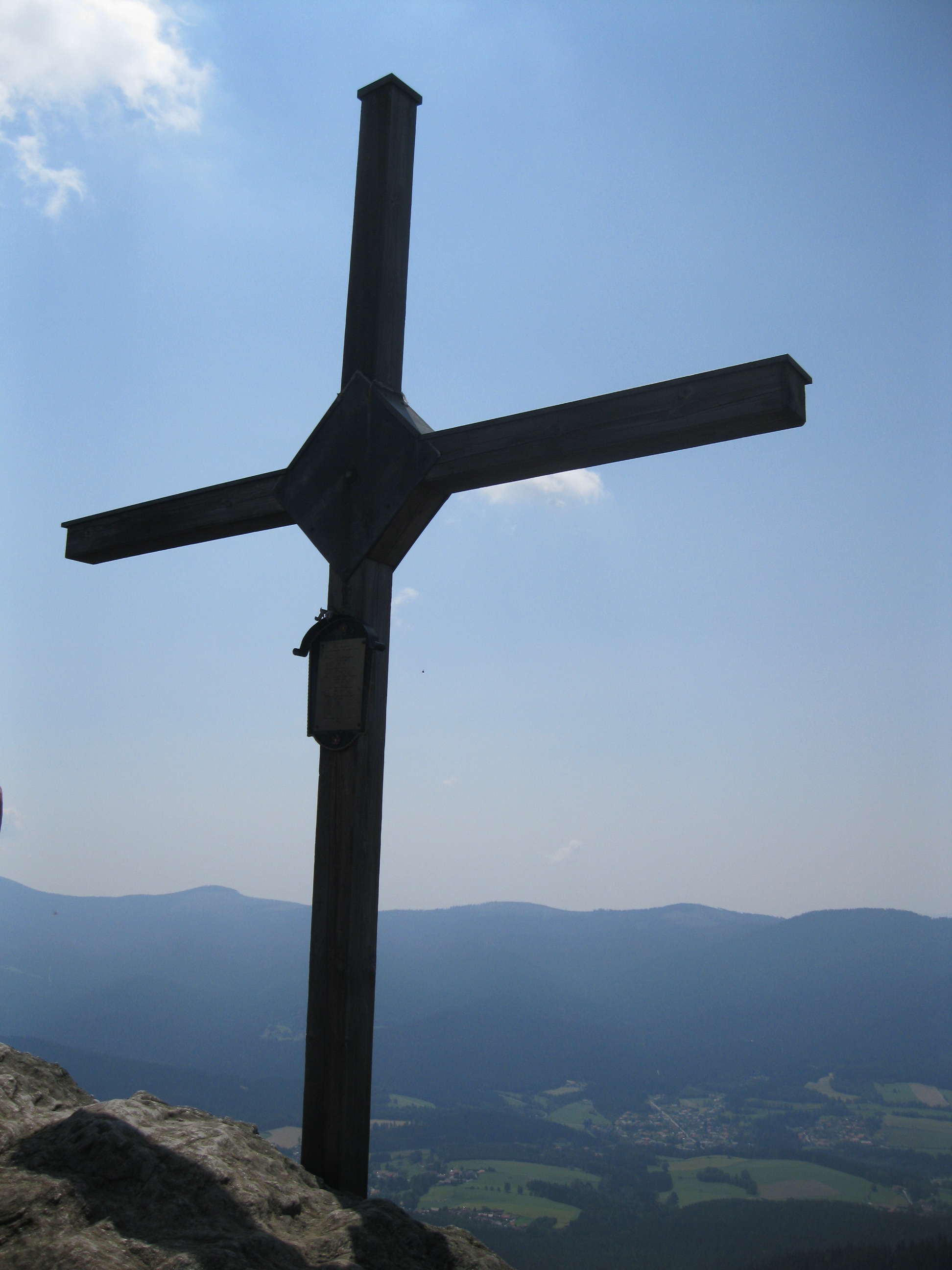
Vrcholový kříž
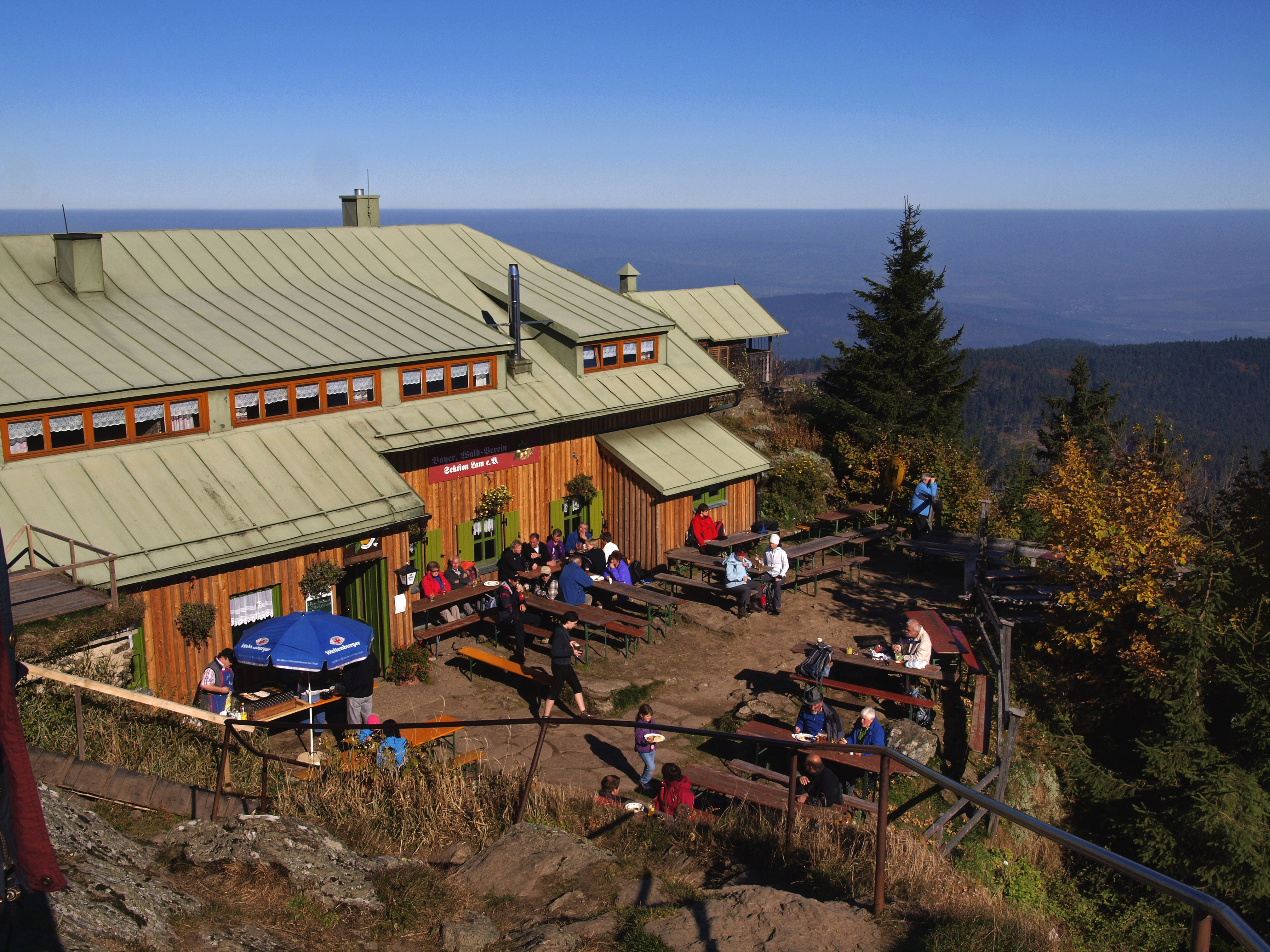
Chata Osserschutzhütte Haus Willmann
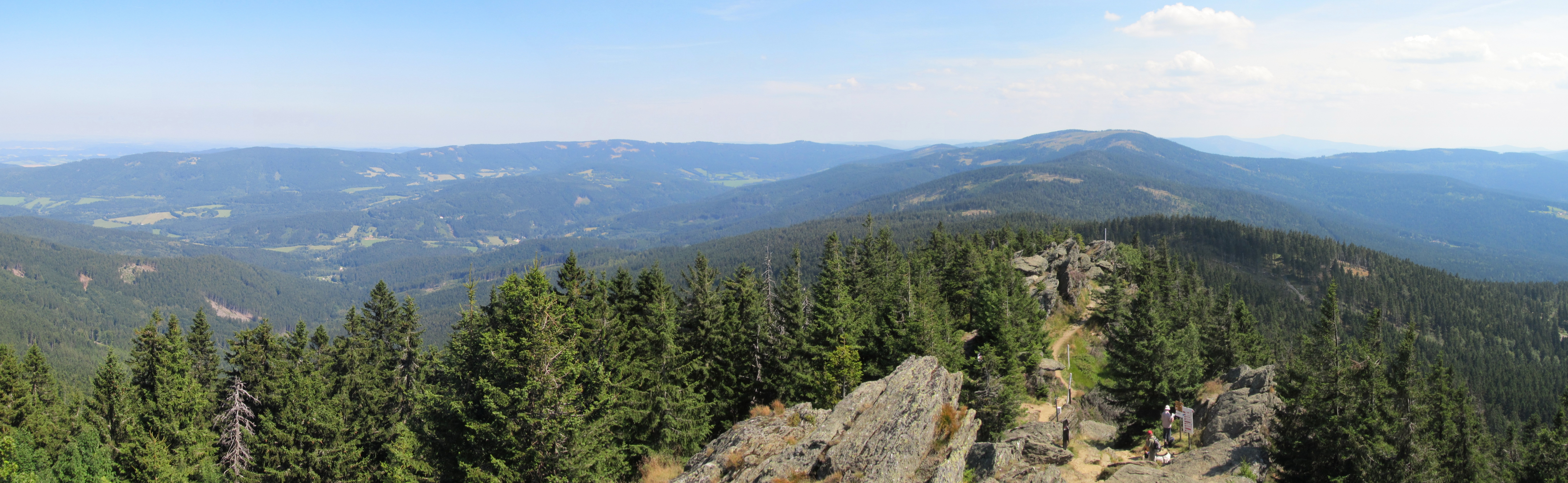
Pohled z Ostrého na JV na Svaroh a Jezerní horu
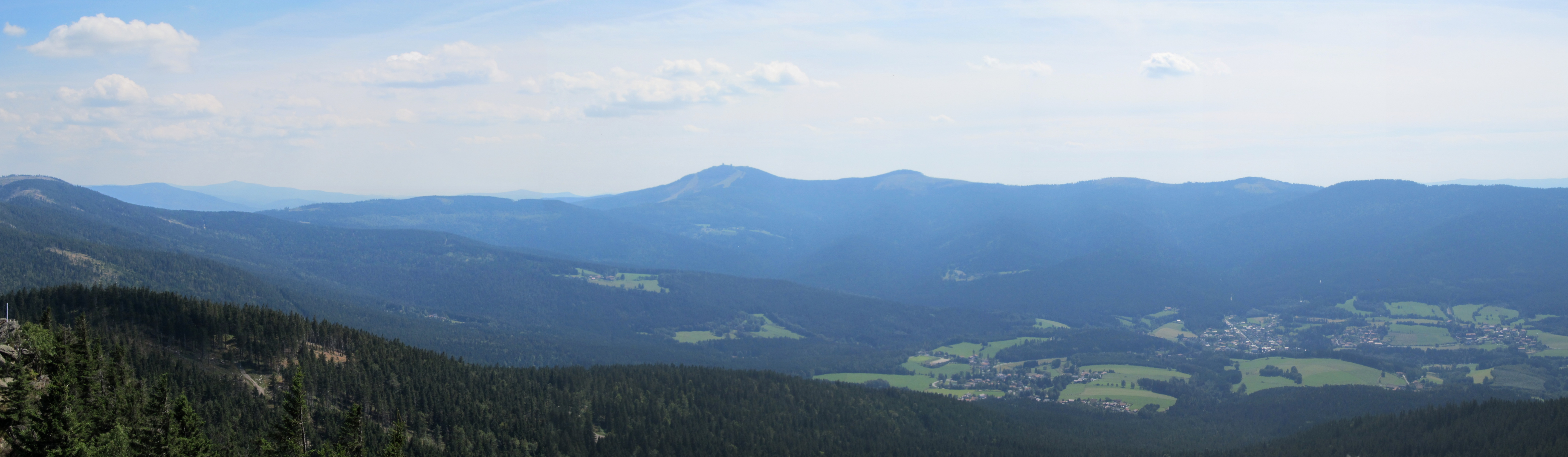
Pohled z Ostrého na Velký Javor
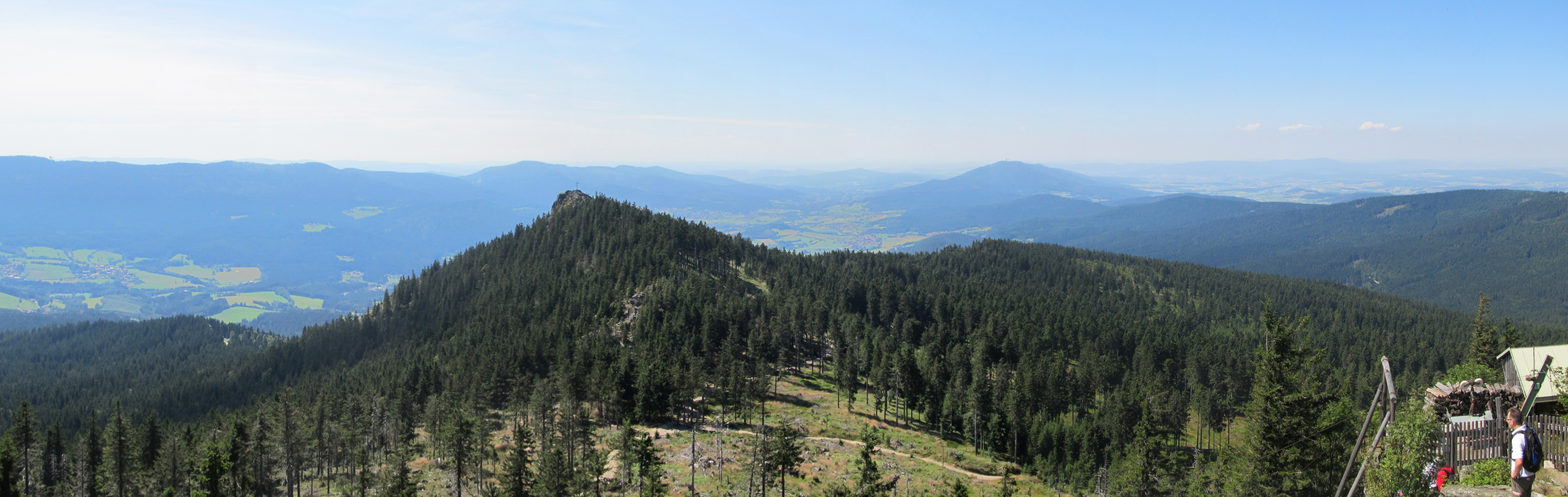
Pohled z Ostrého na Malý Ostrý